# Carposina togata
Carposina togata là một loài bướm đêm thuộc họ Carposinidae. Nó là loài đặc hữu của Maui.